# Hobelspankragstein (Architektur)

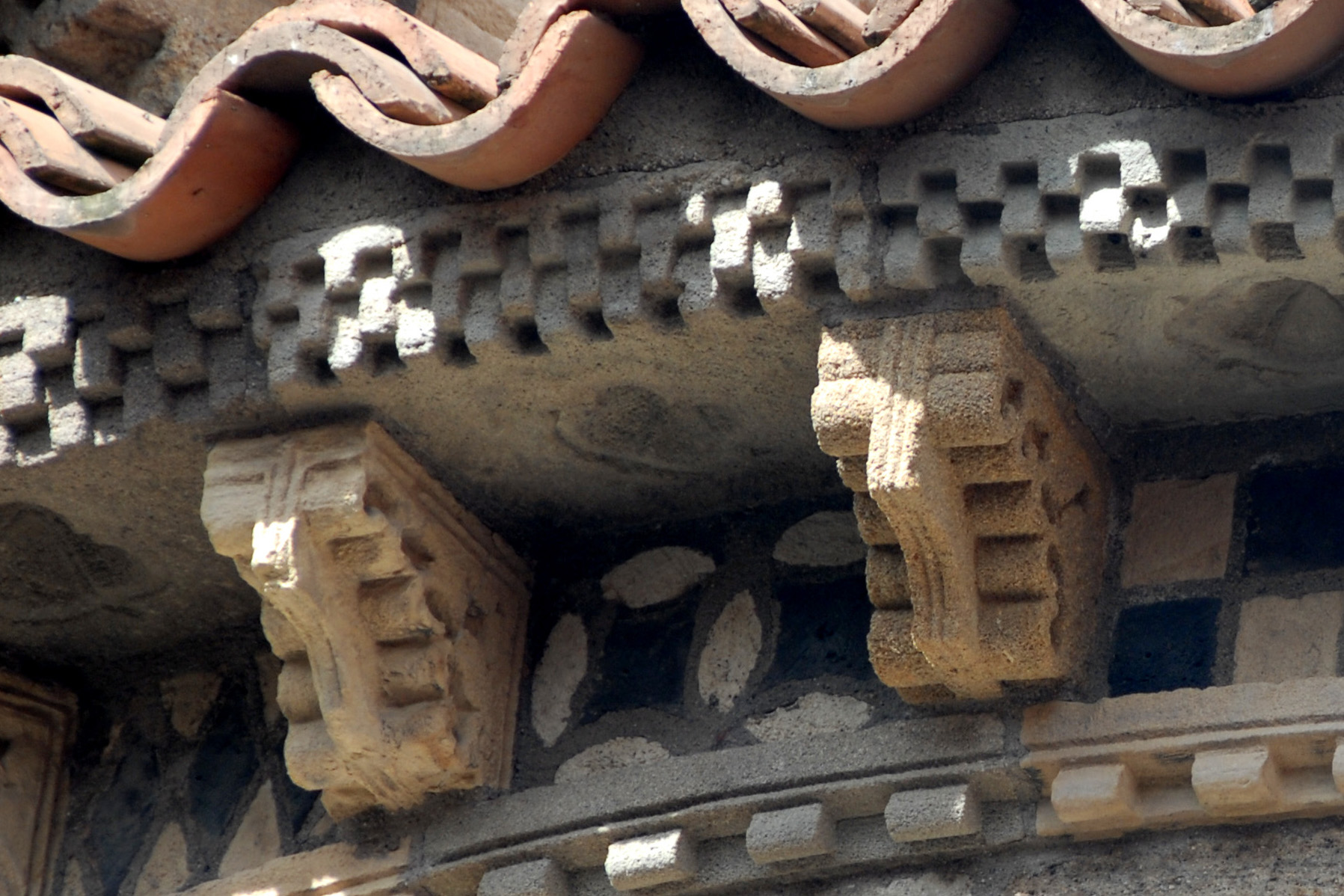
Hobelspankragsteine der Traufe der Notre-Dame du Port, in Clermont-Ferrand

Hobelspankragsteine sind skulptierte Steinkonsolen als konstruktive und gestalterische Bestandteile von Dachtraufen, die als architektonisch-gestalterische  Besonderheit von romanischen Kirchen der Auvergne erscheinen.

## Begriff
Der deutsche Begriff Hobelspankragstein ist die freie deutsche Übersetzung einer Baubeobachtung des französischen Architekten und Kunsthistorikers Viollet-le-Duc, der bei seiner Systematisierung von französischen Kragsteinen des 11. bis 15. Jahrhunderts auch diesen Typ erfasste, abbildete und 1868 im Band 4 seines Dictionnaire raisonné de l'architecture française veröffentlichte. Dabei leitete er die Profil-Besonderheit der in der Seitenansicht auffallenden runden Hülsen von  hölzernen Balkenköpfen mit ornamental aufgerollten hölzernen Hobelspänen her.  

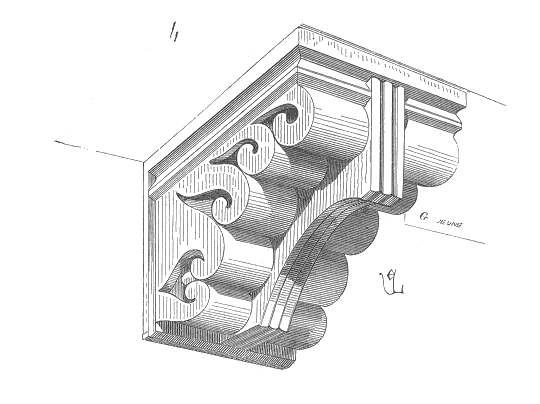
Hobelspankragstein des 12. Jahrhunderts. Grafik von Viollet-le-Duc (1868)
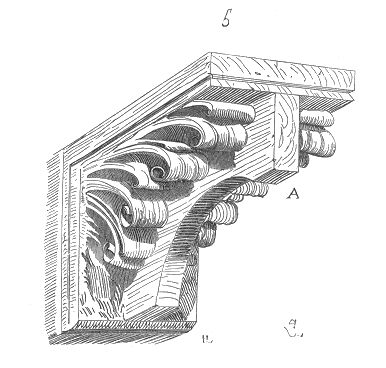
Von Viollet-le-Duc angenommenes hölzernes Vorbild einer Hobelspankragsteins (1868)
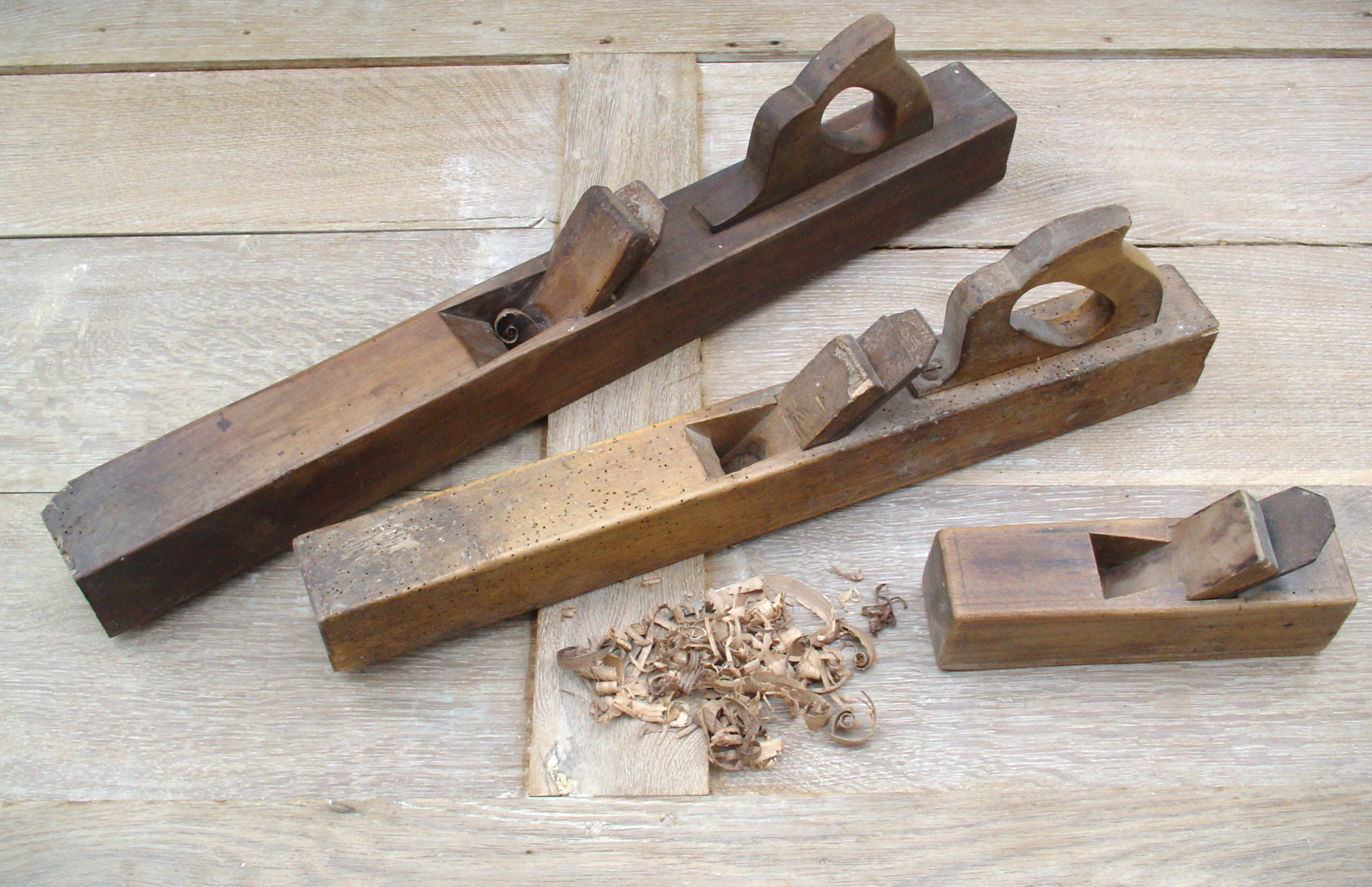
Hobel und hölzerne Hobelspäne

## Beschreibung
Kragsteine bestehen aus dem äußeren sichtbaren Teil und einem nicht sichtbaren Teil, der in Wände eingemauert ist. Die Kragweite ergibt sich aus dem Material und dem beabsichtigten Traufüberstand, ihre Abstände untereinander von der zu erwartenden Auflast. Die rückwärtigen Zwischenräume können einfach glatt gemauert, aber auch mit Steinen anderer Form und Farbe oder mit Inkrustationenen gestaltet sein. Auf den Kragsteinen liegen meist flache Gesimsplatten auf, deren Sichtkanten schlicht bis aufwändig profiliert oder strukturiert sind. Ihre Unterseiten können glatt, aber auch mit Reliefs geschmückt sein.
Auf ihnen enden die Sparrenköpfe der Holzdachkonstruktion, die wiederum mittels Dachlatten die Dacheindeckung tragen, überwiegend besteht diese in der Romanik aus Hohldachziegeln, in römischer Form, die auch Mönch-Nonnenziegel genannt werden. Diese kragen über die Vorderkante der Gesimsplatten aus, damit das Regenwasser abtropfen kann.
Hobelspankragsteine werden stets, abgesehen von wenigen Ausnahmen, in durchgehenden Reihung in absolut gleicher Formgebung eingesetzt. Dabei können deren Kragweiten bei den einzelnen Bauteilen differieren. Die Skulptur der Hobelkragsteine stellt in der Regel kunsthandwerklich höchste Anforderungen an den Bildhauer, da sie sehr tiefgründig und feingliedrig ist. Durch die permanente Wiederholung des Motivs erscheinen Hobelspankragsteine dem weniger informierten Betrachter einfallslos und eintönig.

Von vorne betrachtet befindet sich genau in der Mitte eine senkrechte dickere Platte von der seitlich die Hobelspäne abstehen. Ihre Kante ist ebenso profiliert und verläuft von der Seite gesehen von unten nach oben ansteigend in einer leicht nach innen geschwungenen Kurve, die auch die Hobelspäne mitmachen. Man findet ihn in der Auvergne weit verbreitet, besonders an den Traufen der Hauptkirchen der Limagne (Landschaft um Clermont-Ferrand, Auvergne).

Beispiele
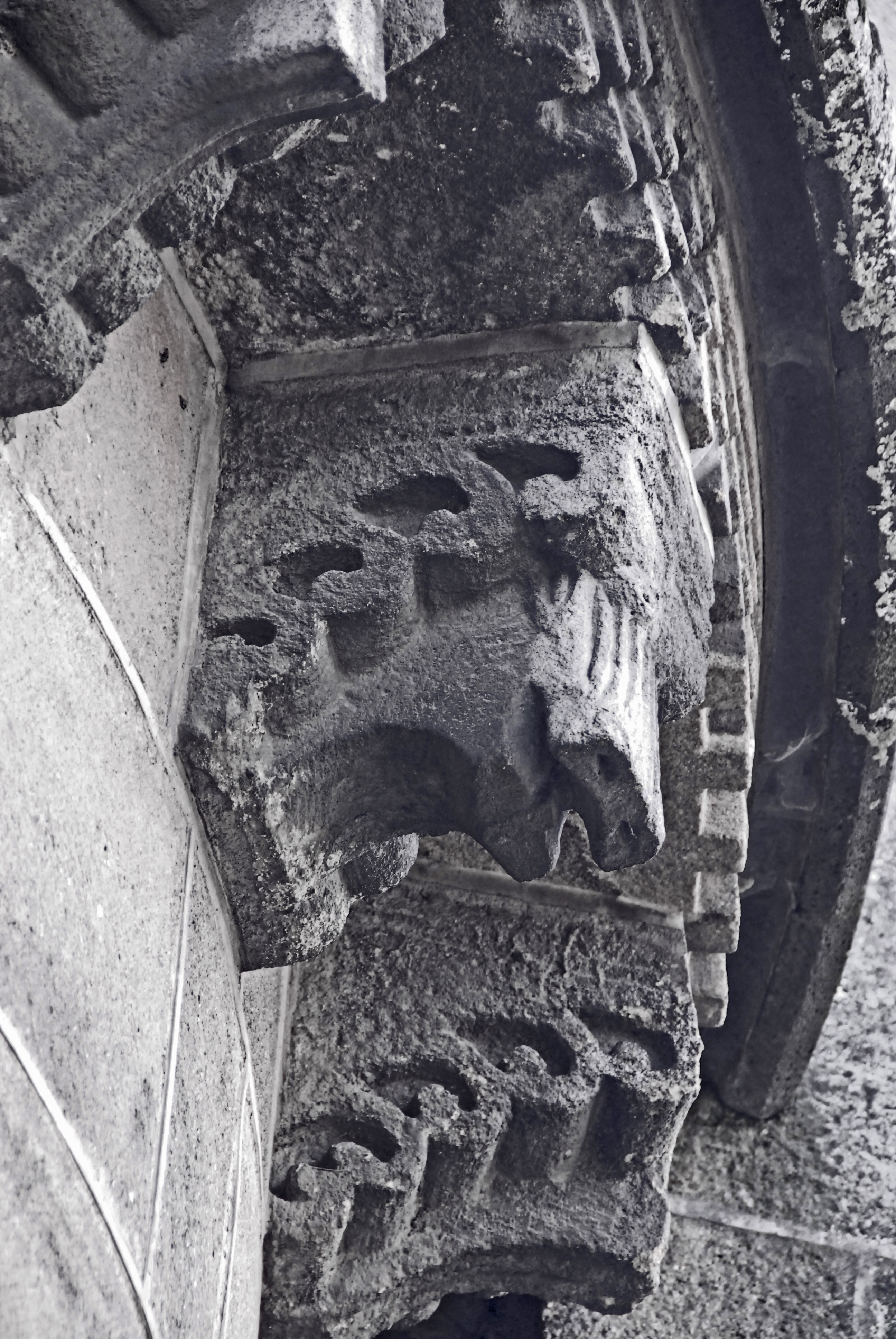
Hobelspankragsteine, modifiziert, St-Saturnin (Puy-de-Dôme)
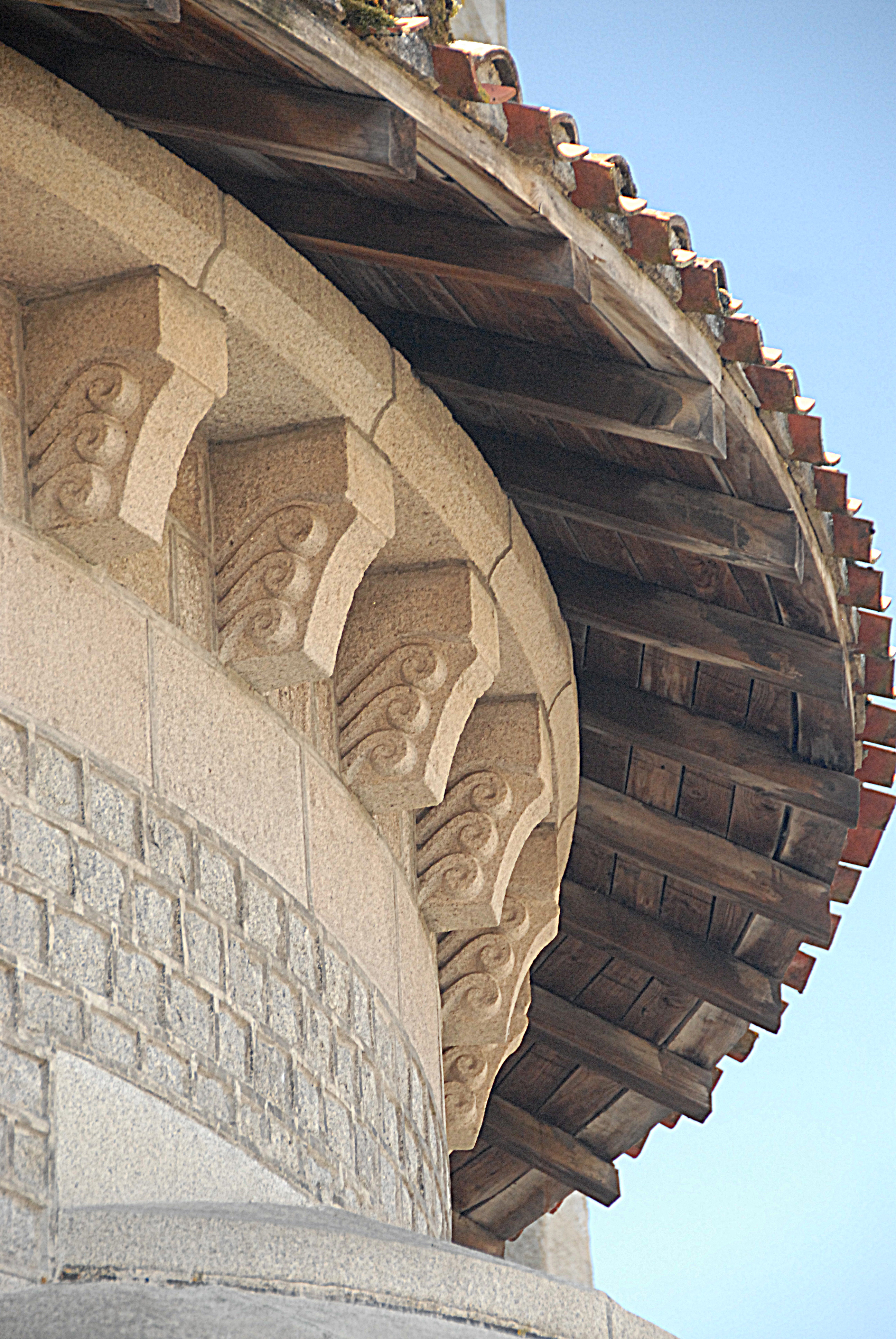
Hobelspankragsteine an der Grabeskapelle der Stiftskirche St-Léonard-de-Noblat
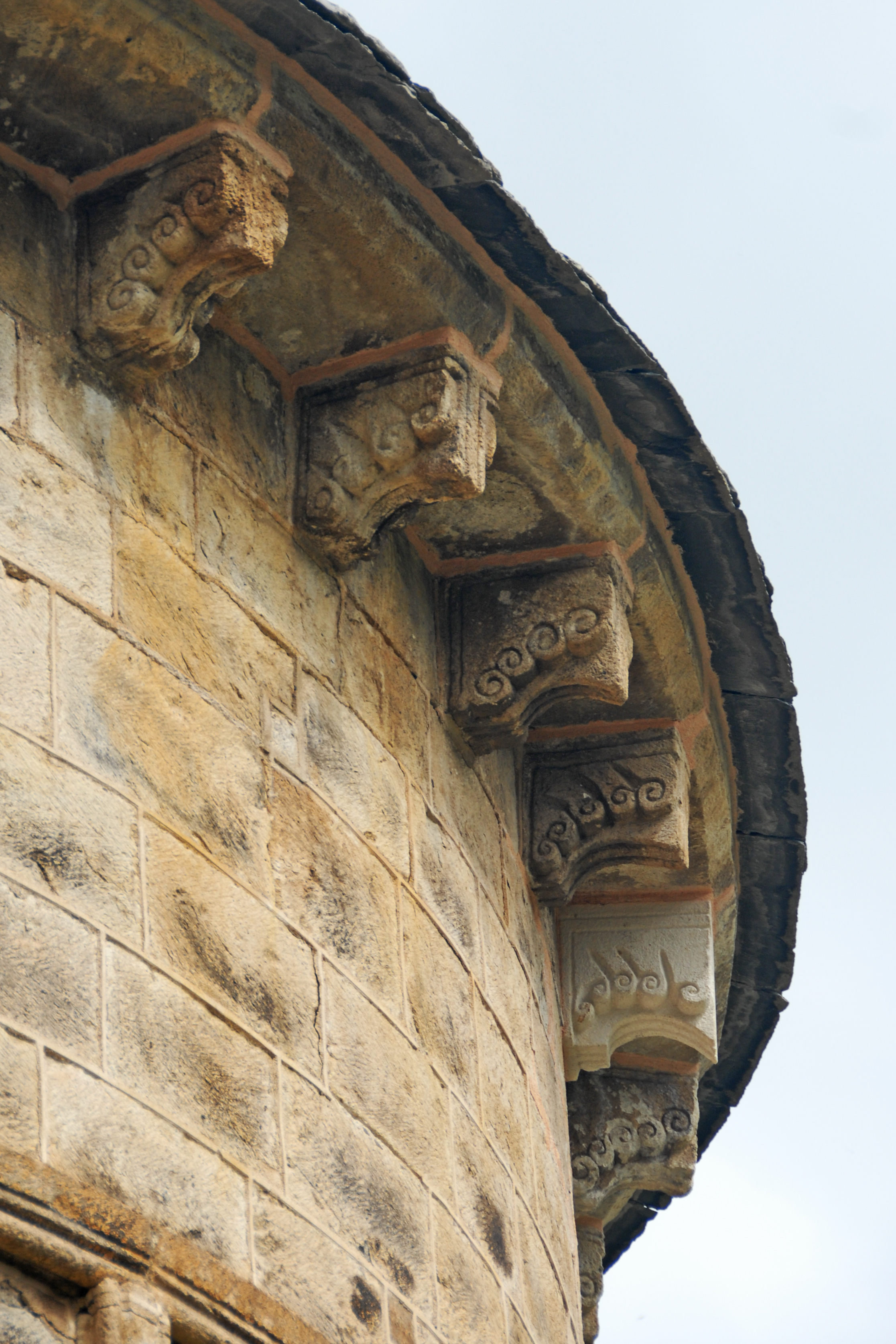
Hobelspankragsteine an der Friedhofskapelle Chambon-sur-Lac